# I. konstitutionelle Regierung Osttimors

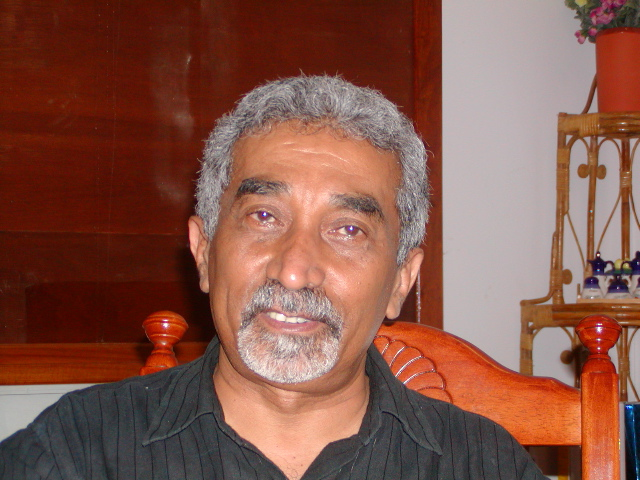
Marí Bin Amude Alkatiri, Premierminister

Die I. konstitutionelle Regierung Osttimors (I Constitutional Government) war die erste Regierung Osttimors nach der Entlassung in die Unabhängigkeit am 20. Mai 2002. Premierminister Marí Alkatiri blieb bis zum 26. Juni 2006 im Amt.

## Geschichte
Als stärkste Kraft im Parlament, das aus der Verfassunggebenden Versammlung hervorging, stellte die FRETILIN mit Marí Alkatiri den ersten Premierminister nach der indonesischen Besatzung und der Übergangsverwaltung der Vereinten Nationen (UNTAET).
Am 20. Mai 2002 wurden die Kabinettsmitglieder mit der offiziellen Entlassung Osttimors in die Unabhängigkeit neu vereidigt.
Der stellvertretende Außenminister José Luís Guterres schied noch 2002 aus und wurde am 8. Mai 2003 Botschafter Osttimors in den Vereinigten Staaten. Ihn ersetzte Olímpio Miranda Branco.
Am 4. März 2003 wurden folgende Kabinettsmitglieder zur Umgestaltung der Ministerien zunächst aus ihren Ämtern entlassen: Ana Pessoa Pinto, Rogério Lobato, Domingos Maria Sarmento, Alcino Baris und Ilda Maria da Conceição. Sie wurden in ihren neuen Ämtern zusammen mit neuen Kabinettsmitgliedern am 6. März vereidigt. Jorge da Conceição Teme wurde im Mai 2003 der erste Botschafter Osttimors in Australien.
Am 26. Juli 2005 wurde die Regierung erneut umgebildet. 2006 kam es zu schweren Unruhen in Osttimor. Infolge der Ereignisse mussten zunächst Innenminister Rogério Lobato und Verteidigungsminister Roque Rodrigues zurücktreten. Außenminister José Ramos-Horta übernahm zusätzlich das Verteidigungsministerium, während Alcino Baris neuer Innenminister wurde. Am 25. Juni traten Ramos-Horta, Ovídio Amaral und Luís Maria Lobato aus Protest gegen Premierminister Alkatiri zurück, der schließlich am 26. Juni die politische Verantwortung für die Unruhen übernahm und sein Amt zur Verfügung stellte.

## Mitglieder der Regierung

### 2002 bis 2003
| Regierung Alkatiri 20. Mai 2002 - 4. März 2003          | |
| Name                                                    | Posten |
| Marí Bin Amude Alkatiri (FRETILIN)                      | Premierminister, Minister für Entwicklung und Umwelt                                                              |
| Minister                                                | |
| José Ramos-Horta (parteilos)                            | Minister für Äußeres                                                                                              |
| Ana Pessoa Pinto (FRETILIN)                             | Ministerin für Justiz                                                                                             |
| Maria Madalena Brites Boavida (FRETILIN)                | Minister für Planung und Finanzen                                                                                 |
| Ovídio de Jesus Amaral (FRETILIN)                       | Minister für Verkehr, Kommunikation und staatliche Bauvorhaben                                                    |
| Rogério Tiago Lobato (FRETILIN)                         | Minister für Innere Verwaltung                                                                                    |
| Estanislau da Silva (FRETILIN)                          | Minister für Landwirtschaft, Forstwirtschaft und Fischerei                                                        |
| Armindo Maia (parteilos)                                | Minister für Bildung, Kultur, Jugend und Sport                                                                    |
| Rui Maria de Araújo (parteilos)                         | Minister für Gesundheit                                                                                           |
| Vizeminister                                            | |
| José Luís Guterres                                      | Vizeminister für Äußeres und Kooperation (2002 ausgeschieden)                                                     |
| Olímpio Miranda Branco                                  | Vizeminister für Äußeres und Kooperation (Nachfolger für José Luís Guterres)                                      |
| Jorge da Conceição Teme (FRETILIN)                      | Vizeminister für Äußeres und Kooperation (2003 ausgeschieden)                                                     |
| César Vital Moreira (FRETILIN)                          | Vizeminister für Verkehr, Kommunikation und staatliche Bauvorhaben                                                |
| Manuel Abrantes                                         | Vizeminister für Justiz                                                                                           |
| Domingos Maria Sarmento (FRETILIN)                      | Vizeminister für Justiz                                                                                           |
| Aicha Bassarewan (FRETILIN)                             | Vizeminister für Planungen und Finanzen                                                                           |
| Ilda Maria da Conceição (parteilos)                     | Vizeminister für Innere Verwaltung                                                                                |
| Alcino Araújo Baris                                     | Vizeminister für Innere Verwaltung                                                                                |
| Luís Maria Lobato                                       | Vizeminister für Gesundheit                                                                                       |
| Rosária Corte-Real (FRETILIN)                           | Vizeministerin für Bildung an den Grund- und Sekundärschulen (ab September 2002)                                  |
| Staatssekretäre                                         | |
| Roque Félix de Jesus Rodrigues (parteilos)              | Staatssekretär für Verteidigung                                                                                   |
| Arsénio Paixão Bano                                     | Staatssekretär für Arbeit und Solidarität                                                                         |
| Arlindo Rangel da Cruz (FRETILIN)                       | Staatssekretär für Handel und Industrie                                                                           |
| Gregório José da Conceição Ferreira de Sousa (FRETILIN) | Staatssekretär für den Ministerrat                                                                                |
| Antoninho Bianco (FRETILIN)                             | Staatssekretär für parlamentarische Angelegenheiten für den Premierminister                                       |
| Egídio de Jesus (FRETILIN)                              | Staatssekretär für Elektrizität und Wasser beim Ministerium für Verkehr, Kommunikation und staatliche Bauvorhaben |
| José Teixeira                                           | Staatssekretär für Tourismus und Umwelt und Investitionen beim Ministerium für Entwicklung und Umwelt             |
| Virgílio Simith                                         | Staatssekretär für Bildung, Kultur, Jugend und Sport                                                              |

### Kabinettsumbildung am 6. März 2003
| Neue Posten ab dem 6. März 2003          |                                           |
| Name                                     | Posten                                    |
| Minister                                 |                                           |
| Ana Pessoa Pinto (FRETILIN)              | Ministerin für den Ministerrat            |
| Rogério Tiago Lobato (FRETILIN)          | Minister für Inneres                      |
| Domingos Maria Sarmento (FRETILIN)       | Minister für Justiz                       |
| Vizeminister                             |                                           |
| Alcino Araújo Baris                      | Vizeminister für Inneres                  |
| Ilda Maria da Conceição (parteilos)      | Vizeministerin für Staatsadministration   |
| Abel da Costa Freitas Ximenes (FRETILIN) | Vizeminister für Entwicklung und Umwelt   |
| Staatssekretäre                          |                                           |
| João Baptista Alves                      | Staatssekretär für staatliche Bauvorhaben |

### Kabinettsumbildung am 26. Juli 2005
| Regierung Alkatiri 26. Juli 2005 - 26. Juni 2006        |                                                                                              |
| Name                                                    | Posten                                                                                       |
| Marí Bin Amude Alkatiri (FRETILIN)                      | Premierminister, Minister für Natürliche Ressourcen, Mineralien und Energiepolitik           |
| Minister                                                |                                                                                              |
| José Ramos-Horta (parteilos)                            | Minister für Äußeres                                                                         |
| Maria Madalena Brites Boavida (FRETILIN)                | Ministerin für Planung und Finanzen                                                          |
| Ana Pessoa Pinto (FRETILIN)                             | Ministerin für Staatsadministration                                                          |
| Ovídio D. J. Amaral (FRETILIN)                          | Minister für Verkehr und Kommunikation                                                       |
| Rogério Tiago Lobato (FRETILIN)                         | Minister für Inneres                                                                         |
| Roque Félix de Jesus Rodrigues (parteilos)              | Minister für Verteidigung                                                                    |
| Antoninho Bianco (FRETILIN)                             | Minister für den Ministerrat                                                                 |
| Estanislau da Silva (FRETILIN)                          | Minister für Landwirtschaft, Forstwirtschaft und Fischerei                                   |
| Armindo Maia (parteilos)                                | Minister für Bildung und Kultur                                                              |
| Rui Maria de Araújo (parteilos)                         | Minister für Gesundheit                                                                      |
| Domingos Maria Sarmento (FRETILIN)                      | Minister für Justiz                                                                          |
| Abel da Costa Freitas Ximenes (FRETILIN)                | Minister für Entwicklung                                                                     |
| Odete Víctor da Costa                                   | Ministerin für staatliche Bauvorhaben                                                        |
| Arsénio Paixão Bano                                     | Minister für Arbeit                                                                          |
| Vizeminister                                            |                                                                                              |
| Aicha Bassarewan (FRETILIN)                             | Vizeminister für Planungen und Finanzen                                                      |
| Valentim Ximenes (FRETILIN)                             | Vizeminister für Staatsadministration                                                        |
| José Teixeira                                           | Vizeminister für natürliche Ressourcen, Mineralien und Energiepolitik                        |
| Alcino Araújo Baris                                     | Vizeminister für Inneres                                                                     |
| Francisco Tilman de Sá Benevides (FRETILIN)             | Vizeminister für Kaffee und Forstwirtschaft                                                  |
| Rosária Corte-Real (FRETILIN)                           | Vizeministerin für Bildung an den Grund- und Sekundärschulen                                 |
| Luís Maria Lobato                                       | Vizeminister für Gesundheit                                                                  |
| Manuel Abrantes                                         | Vizeminister für Justiz                                                                      |
| Arcanjo da Silva                                        | Vizeminister für Entwicklung                                                                 |
| Raúl da Cunha Mousaco (FRETILIN)                        | Vizeminister für staatliche Bauvorhaben                                                      |
| Adaljíza Magno                                          | Vizeminister für Äußeres                                                                     |
| Staatssekretäre                                         |                                                                                              |
| Gregório José da Conceição Ferreira de Sousa (FRETILIN) | Staatssekretär für den Ministerrat                                                           |
| José Manuel Fernandes (FRETILIN)                        | Staatssekretär für Jugend und Sport                                                          |
| João Baptista Alves                                     | Staatssekretär für Umweltschutzkoordination, territoriale Ordnung und technische Entwicklung |
| José Maria dos Reis (FRETILIN)                          | Staatssekretär für die Region I (Lautém, Viqueque und Baucau)                                |
| Virgílio Simith                                         | Staatssekretär für die Region II (Manatuto, Manufahi, Ainaro)                                |
| Egídio de Jesus (FRETILIN)                              | Staatssekretär für die Region III (Dili, Aileu, Ermera)                                      |
| César da Cruz                                           | Staatssekretär für die Region IV (Bobonaro, Cova Lima, Liquiçá)                              |
| Albano Salem                                            | Staatssekretär mit Sitz in Oe-Cusse Ambeno                                                   |
| David Ximenes                                           | Staatssekretär für Veteranen und ehemalige Kämpfer                                           |